# Miconia liebmannii
Miconia liebmannii är en tvåhjärtbladig växtart som beskrevs av Célestin Alfred Cogniaux. Miconia liebmannii ingår i släktet Miconia och familjen Melastomataceae. Inga underarter finns listade i Catalogue of Life.